# Sterope (Tochter des Kepheus)
Sterope (altgriechisch Στεροπή Sterópē), auch Asterope (Ἀστεροπή Asteropḗ, deutsch ‚Blitz‘) ist in der griechischen Mythologie eine Tochter des Kepheus von Tegea. Möglicherweise ist sie mit einer Tochter des Kepheus namens Aërope gleichzusetzen.
Als Kepheus von Herakles aufgefordert wurde, ihn gegen die Söhne des Hippokoon zu unterstützen, zögerte er aus Furcht, die Argiver könnten währenddessen Tegea angreifen. Herakles überreichte daraufhin an Sterope eine Locke der Gorgo, die er in einem ehernen Gefäß aufbewahrt hatte. Für den Fall, dass Angreifer sich der Stadt näherten, sollte sie von den Zinnen der Stadtmauer aus die Locke dreimal emporhalten, dabei aber vermeiden, die Locke anzusehen. Die Angreifer würden sich zur Flucht dann wenden.
Bei Pausanias war es Athena, die dem Kepheus einige Haare der Medusa übergab. Auf tegeatischen Münzen kam die Übergabe der Locke durch Athena  sowohl an Kepheus als auch an Sterope zur Darstellung.